# Gualtieri (Emilia-Romagna)

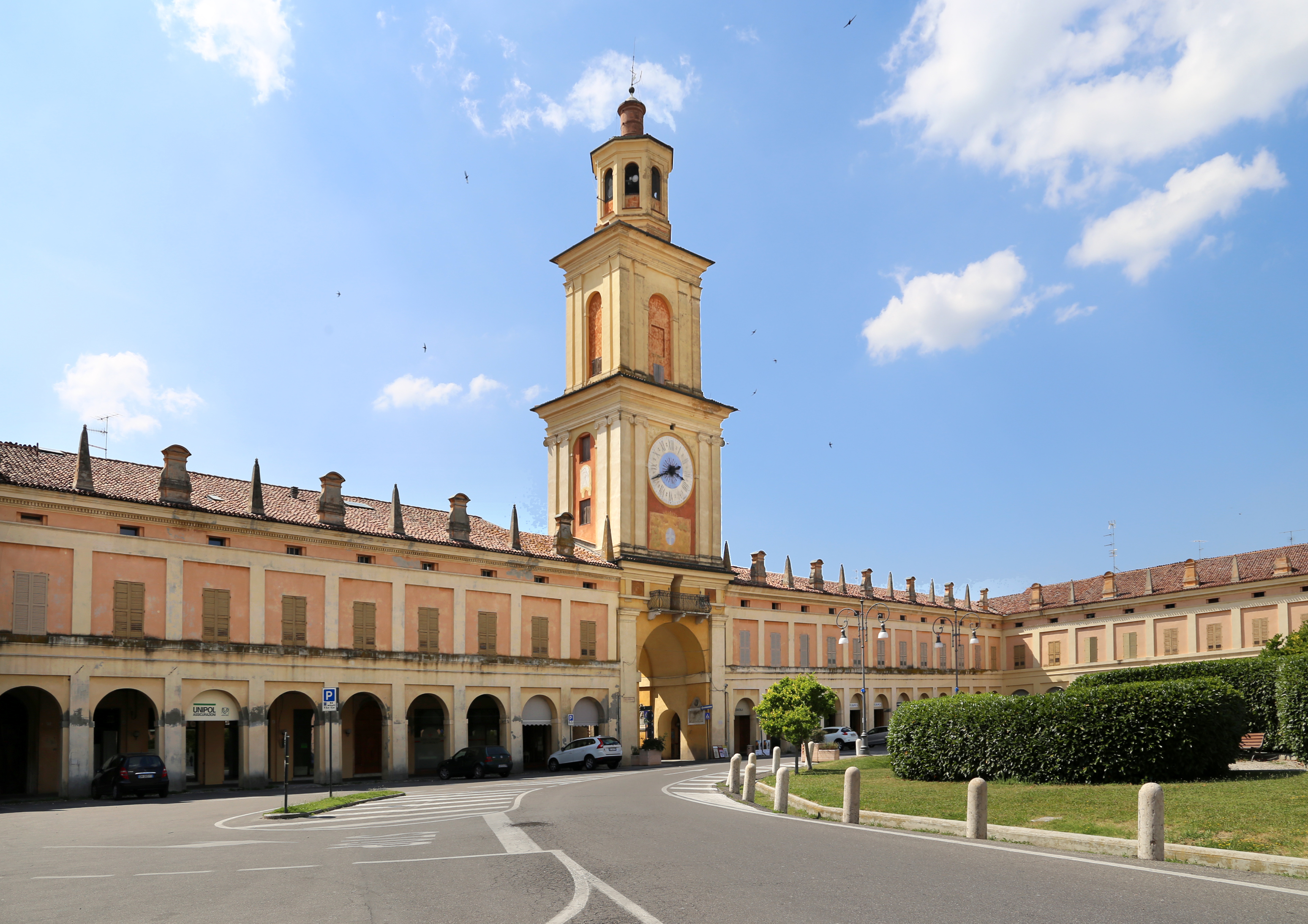
Gemeindeverwaltung von Gualtieri

Gualtieri ist eine italienische Gemeinde mit 6281 Einwohnern (Stand 31. Dezember 2023) in der Provinz Reggio Emilia in der Emilia-Romagna. Die Gemeinde liegt etwa 22 Kilometer nördlich von Reggio nell’Emilia am Po und grenzt unmittelbar an die Provinz Mantua.
Die Gemeinde besteht aus den Orten Pieve Saliceto und Santa Vittoria.
Gualtieri ist Mitglied der Vereinigung I borghi più belli d’Italia (Die schönsten Orte Italiens).

## Verkehr
Die Gemeinde liegt mit einem Bahnhof an der Bahnstrecke Parma-Suzzara.
Die frühere Strada Statale 63 del Valico del Cerreto von Reggio nell’Emilia nach Gualtieri ist heute eine Provinzstraße. Auch die Strada Statale 62 della Cisa ist mittlerweile eine Provinz- bzw. Regionalstraße.

## Persönlichkeiten
- Giovanni Battista Aleotti (1546–1636), Architekt und Ingenieur, errichtete den Palazzo, in dem die Gemeindeverwaltung sitzt.
- Antonio Ligabue (1899–1965), Maler[3]

## In den Medien

Bahnhof

Der Bahnhof von Gualtieri war Drehort der letzten Szene in dem italienisch-französischen Kinofilm Don Camillo und Peppone (1952), wo Don Camillo auf seiner Zugreise in die „vorübergehende Verbannung“ von Peppone und den Mitgliedern der kommunistischen Partei verabschiedet wird. Die gleiche Szene wurde in der Neuverfilmung „Keiner haut wie Don Camillo“ (1983) mit Terence Hill als Don Camillo am Bahnhof gedreht.